# 奥古斯都凯旋门 (罗马)
41°53′31″N 12°29′10″E / 41.891895°N 12.485994°E
罗马的奥古斯都凯旋门 (義大利語：Arco di Augusto)是古罗马广场上的一座凯旋门，完成于公元前29年，庆祝奥古斯都在亚克兴角战役战胜马克·安东尼和克利奥帕特拉七世。奥古斯都凯旋门跨越卡斯托尔和波吕克斯神庙和凯撒神庙之间的道路，靠近灶神庙。
1546年在这一地点发现了献给奥古斯都的巨大碑刻，因此确定了奥古斯都凯旋门的存在。
奥古斯都凯旋门本身留下的遗迹很少，但是它出现在当时的货币上。它有三个通道，在罗马首次出现这种样式的拱门，并为塞维鲁凯旋门和后来的君士坦丁凯旋门所仿效。